# Curia Calabra
La Curia Calabra era un luogo di culto o templum utilizzato per l'osservazione rituale della luna nuova nella Roma antica.

## Uso
Il calendario romano era originariamente lunare. Le Calende o il primo giorno di ogni mese, il pontifex minor occupava la Curia Calabra per attendere l'avvistamento della luna nuova. Il Rex Sacrificulus e il Pontefice poi officiavano una res divina (servizio religioso) e il sacrificio in onore di Giunone, e il popolo romano veniva chiamato in assemblea (nei comitia calata). Come calata, il nome Calabra deriva probabilmente da calare, "convocare" o "proclamare".

## Localizzazione
Anche se la sua posizione esatta è poco chiara, molto probabilmente era un recinto scoperchiato davanti a una capanna augurale (auguraculum), sul lato sud-ovest della zona Area Capitolina, il recinto del tempio di Giove Ottimo Massimo. Servio Mario Onorato identifica la Curia Calabra con una Casa Romuli ("Capanna di Romolo") sul colle capitolino, ma Ambrogio Teodosio Macrobio fa presupporre che invece era adiacente alla Casa.